# إحاثي
الإِحَاثي أو عَالِمُ الحفريات أو عالِمُ الأحياءِ القديمة أو الأحَّاث (بالإنجليزية: palaeontologist) هو عالمٌ مختص بالإحاثة وهي دراسة الأحياء القديمة والمتحجرات، ومعترف به كمحترف في هذا المجال من خلال تشريعات الجمعية العلمية في كل بلد. في بعض الدول كالبرازيل مثلا، عالم الحفريات هو الشخص الذي حصل على درجة البكالوريوس (علم الأحياء أو الجيولوجيا) ودرجة الدراسات العليا مع دراسة (أو أطروحة) تتعامل مع البحوث التي تم تطويرها في مجال علم الحفريات. أما الذين يحبون علم الحفريات كهواية وليس مهنة، والذين ليس لديهم خلفية في المهنة، فليسوا علماء حفريات. على سبيل المثال، لا يكفي أن تحب الحيوانات لتكون عالم حيوان، يجب أن تكون محترفًا في هذا المجال. في بعض البلدان هناك اعتراف بعلماء الحفريات الهواة.
يجب أن يكون لدى الإحاثي معرفة في علم الأحياء والجيولوجيا، ويدرس الحفريات للتحقق من كيف كانت الكائنات والأنظمة البيئية في الماضي الجيولوجي للأرض. يدرس عالم الحفريات الأحافير أيضًا لفهم كيفية تشكلها وكيف يمكن استخدامها للتأريخ النسبي للطبقات الصخرية التي تحدث فيها. للتحقيق في حياة ماضي الأرض ودراسة الحفريات، من الضروري معرفة جيولوجيا الأماكن التي بقيت فيها وبيولوجيا الكائنات الحية التي نشأت عنها.
يتم عمل عالم الحفريات في البداية من خلال التنقيب وجمع الحفريات الموجودة في الطبقات الرسوبية. المجموعة عبارة عن عمل دقيق يتطلب وقتًا وتقنية، ويجب أن يتم ذلك فقط من قبل متخصصين مدربين، حيث أن الحفريات هشة للغاية ويمكن أن تتفتت بسهولة. بعد الجمع، تكون هناك أعمال أخرة قد تستغرق أشهرا في المختبرات، لإعداد وتجميع ودراسة جميع الأحافير التي جُمعت، في النهاية لإنتاج وثيقة أو تقرير أو مقال علمي، والذي يجب بعد ذلك نشره بين المجتمع سواء في الجامعات أو المعارض أو المتاحف أو مراكز البحث العلمي لتكون متاحة للجمهور العام إذ يجب إيداع المجموعات الأحفورية في المؤسسات التعليمية أو البحثية، حيث يمكن للجمهور الوصول إليها.

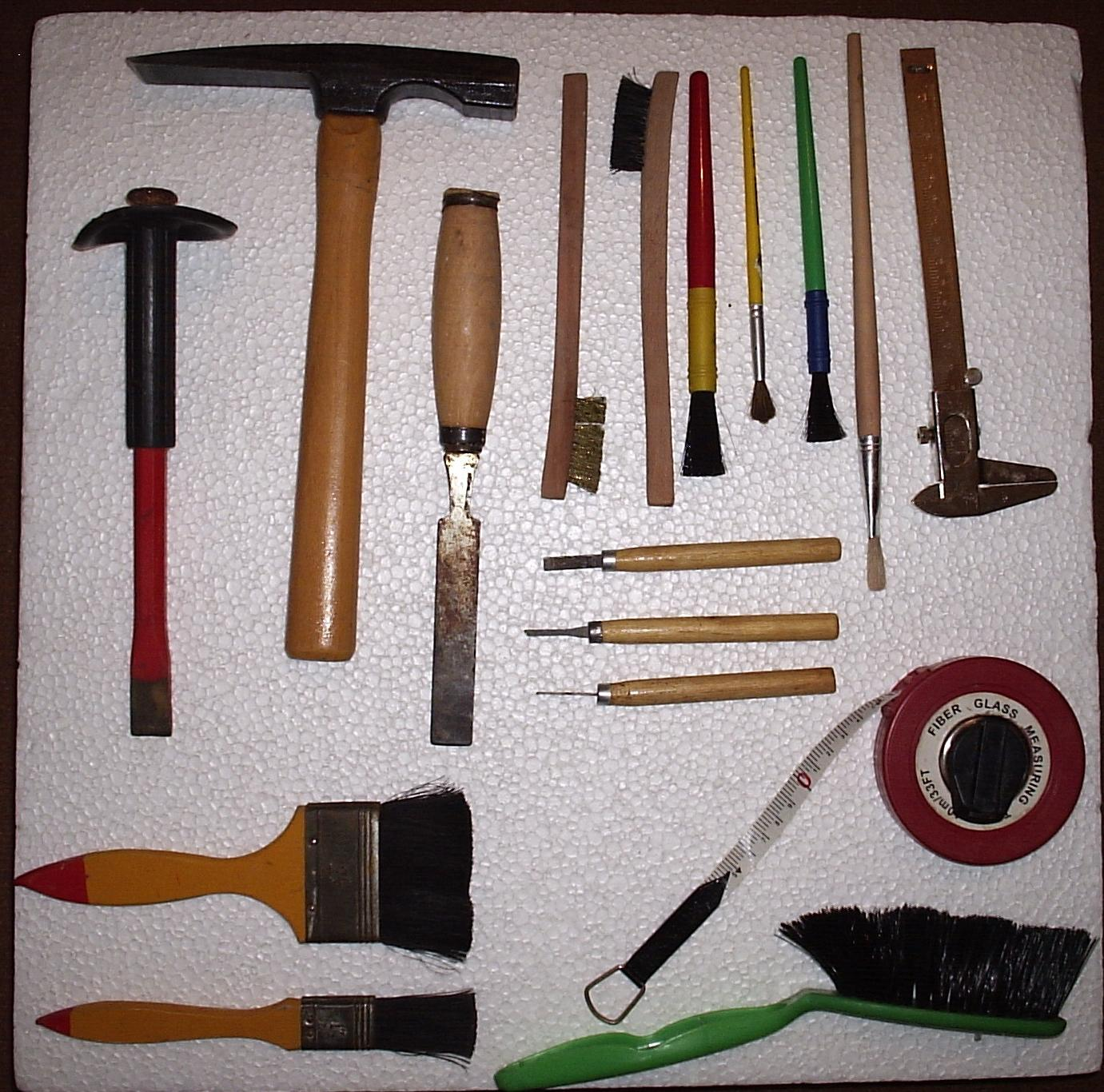
أدوات الإحاثي

## العمل الميداني

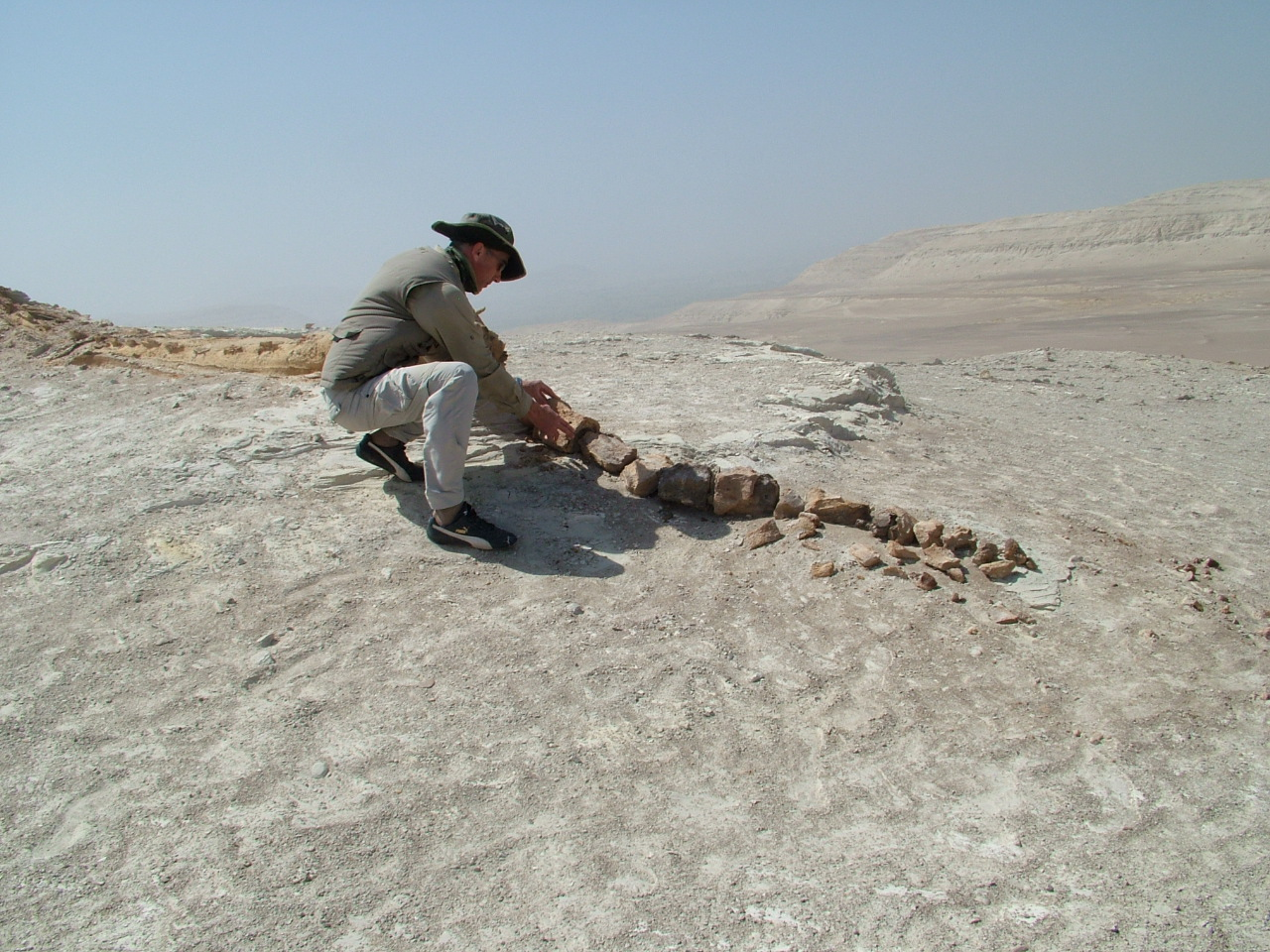
عالم حفريات في موقع العمل.

مسوحات الحفريات هي المصدر الرئيسي لبيانات الدراسات التي قام بها عالم الحفريات. وتهدف هذه إلى معالجة مشاكل محددة والإجابة على الأسئلة حول موضوع معين قيد الدراسة. لهذا، يأخذ الباحثون في الاعتبار عوامل مثل الجيولوجيا والطبقية والجغرافيا لموقع معين، من أجل الحصول على احتمال أكبر للعثور على مواقع ذات صخور رسوبية مكشوفة (نتوءات صخرية) من العمر الصحيح. غالبًا ما يزور علماء الحفريات المواقع التي توجد بها بالفعل سجلات سابقة للأحافير (ما يسمى بالمواقع "الكلاسيكية")، ومع ذلك يمكن تحذيرهم من احتمال حدوث حفريات في موقع جديد بعد ملاحظة عارضة من قبل أحد المقيمين بالقرب من الموقع. في الوقت الحاضر من الشائع بشكل متزايد التخطيط لمسوحات الحفريات من خلال تحليل صور الأقمار الصناعية.